# 道世民
道世民（Simon Kenway）是澳大利亚指揮家，現任香港管弦樂團的指揮，曾任電影《情陷紅磨坊》第一草稿的音樂總監。即將上演的《港樂 vs 黃耀明：電幻狂想曲》將會是他首度指揮流行曲的演奏。

## 簡歷
道世民在澳洲的昆士蘭省出生，早年在昆士蘭音樂學院（Queensland Conservatorium of Music，現已跟格里菲斯大學合併）修讀音樂，之後前往英國倫敦的皇家音樂學院進修。他對歌劇充滿熱情，曾參與過不同年代及地方的歌劇演出，包括在一個露天的葡萄園演出。
道世民多年來一直在澳洲歌劇院擔任客席演出者，亦曾任歌劇院合唱團的首席團長。過去他主要在澳洲本土演出，但近年經常到世界各地參與表演。

## 外部連結
- 坎培拉交響樂團的簡介（英語）